# Соляний промисел Карріку
Соляний промисел Карріку – гірничодобувний майданчик в Португалії.
Промисел почав роботу в 1990-му з метою забезпечення потреб у хлориді натрію електролізного виробнцитва в Естаррежу. Розробка ведеться методом підземного вилуговування із двох каверн (можливо відзначити, що розтішоване біч-о-біч підземне сховище газу Карріку має каверни у соляних відкладеннях на глибинах від 1050 до 1450 метрів). 
Отримана зі свердловин ропа проходить випаровування в шести ставках кристалізації площею біля 1 гектару кожен, після чого доводиться до товарного вигляду на очисній фабриці потужністю 40 тонн на годину, що забезпечує видачу продукту з вмістом хлориду натрію не менше 97,4%. Промисел має власну ТЕЦ, вироблене якою тепло використовують в технологічному процесі. 
Безпосереднім власником промислу виступає компанія Renoeste S.A. Певний час вона належала хімічному концерну Bondalti (до 2018-го CUF - Químicos Industriais, а ще раніше Quimigal), що в 2024-му продав її компанії HyChem.
Окрім забезпечення хімічного виробництва продукцію промислу використовують у харчовій промисловості та в кормах для тварин.